# David Healy
David Jonathan Healy, MBE (Killyleagh, Irlanda del Norte; 5 de agosto de 1979) es un exfutbolista y actual entrenador norirlandés. Es el máximo goleador de la selección de Irlanda del Norte. Actualmente es entrenador del equipo norirlandés Linfield F.C..

## Trayectoria

### Manchester United
Healy comenzó su carrera profesional en las filas del Manchester United, tras pasar varios años en la cantera y, tras ser cedido, fue repescado del Port Vale FC en la temporada 1999-00, para jugar 16 partidos y anotar 3 goles.

### Preston North End
Más tarde pasó a las filas del Preston North End en el año 2000. En la temporada 2000-01 anotó 10 goles en 26 partidos y 10 más en 49 partidos de la temporada 2001-02. En enero de 2003 fue cedido al Norwich City por Nigel Worthington. Posteriormente en la temporada 2003-04, volvió a Preston para notar 15 tantos en 42 partidos.

### Leeds United
Healy llegó al Leeds United F.C. el 29 de octubre de 2004, convirtiéndose rápidamente en el referente mediático del club. En su primera temporada de la mano de Brian Deane jugó bastante poco pero anotó 7 goles. En la temporada 2005-06 con Rob Hulse en el banquillo marcó 14 tantos y acabó la siguiente temporada (2006-07) como máximo anotador del equipo con 10 goles.

### Fulham
Healy se encontró con su ex-seleccionador nacional al mando del Fulham FC; Lawrie Sánchez el 13 de julio de 2007. Marcó su primer gol con la camiseta del Fullham en la pretemporada del equipo inglés contra el South China en la Copa Asia Trophy, con un bonito testarazo.
Su primer partido en la FA Premier League fue contra el Arsenal FC y tras 50 segundos anotó frente Jens Lehmann. Su segundo partido frente al Bolton Wanderers anotó nuevamente. Healy también anotó en la Carling Cup frente al Bolton aunque el Fullham perdió 2-1.

### Sunderland
En agosto de 2008, Healy se unió a Sunderland AFC con un contrato de tres años por una cantidad no revelada, que se cree un valor de 1,2 millones de libras. Healy hizo su debut en el Sunderland cuatro días después en la Copa de la Liga y marcado el gol de la victoria en el tiempo añadido contra el Nottingham Forest FC. Healy también anotó en la FA Cup ante el Blackburn Rovers FC. Healy anotó su primer gol en la liga Premier para el club en una victoria por 2-0 contra el Stoke City, el 7 de febrero de 2009.
Cesiones
Fue cedido al Ipswich Town en el mercado de invierno de 2010, junto con su compañero de equipo Daryl Murphy. Debutó contra el Middlesbrough FC, el 6 de febrero de 2010, y marcó su primer gol el 24 de febrero de 2010, en un empate (1-1) con el Scunthorpe United FC, poniendo punto final a su sequía goleadora de más de un año.
Healy se unió al Doncaster Rovers, de nuevo en calidad de cedido en noviembre de 2010, para llenar el vacío dejado por el lesionado Billy Sharp. Marcó en su debut en Doncaster en la victoria por 2-1 sobre el Millwall FC, el 6 de noviembre. 

### Rangers
En enero de 2011, Healy firmó por los Rangers FC en una transferencia libre, uniéndose hasta el final de la temporada con vistas a firmar un contrato más largo. Después de haber anotado en su debut en Leeds, Fulham, Sunderland, Doncaster e Irlanda del Norte, también marcó en su primera aparición con el Rangers, saliendo desde el banquillo en la victoria (6-0) sobre el Motherwell FC el 12 de febrero.

### Bury FC
En agosto de 2012, Healy vuelve a Inglaterra, para fichar por una temporada por el Bury FC de la Football League One.

## Selección nacional
Healy debutó en el año 2000 contra Luxemburgo anotando dos goles.
David Healy sustenta el récord de conseguir anotar más goles en una ronda clasificatoria para una Eurocopa con 13 goles en 12 partidos. Superando a Davor Šuker (con 11 tantos) en la clasificación para la Eurocopa de 1996.
También es el máximo anotador en la historia de su selección con 35 goles en 74 partidos, convirtiéndose así, en una de las figuras futbolísticas más importantes en su país, junto a George Best. Healy también es el único jugador que ha sido capaz de hacer un hat-trick a Iker Casillas en partido oficial con la selección, lo hizo el 6 de septiembre de 2006 en Belfast, donde su selección venció por 3-2 a la selección española.

## Clubes
| Club                      | País       | Año       | PJ  | Goles |
| ------------------------- | ---------- | --------- | --- | ----- |
| Manchester United         | Inglaterra | 1999−2001 | 3   | 0     |
| Port Vale (cedido)        | Inglaterra | 1999−2000 | 16  | 3     |
| Preston North End         | Inglaterra | 2000−2004 | 156 | 45    |
| Norwich City (cedido)     | Inglaterra | 2003      | 14  | 2     |
| Leeds United              | Inglaterra | 2004-2007 | 121 | 31    |
| Fulham                    | Inglaterra | 2007-2008 | 30  | 4     |
| Sunderland                | Inglaterra | 2008-2011 | 18  | 3     |
| Ipswich Town (cedido)     | Inglaterra | 2010      | 12  | 1     |
| Doncaster Rovers (cedido) | Inglaterra | 2010-2011 | 8   | 2     |
| Rangers                   | Escocia    | 2011-2012 | 25  | 5     |
| Bury                      | Inglaterra | 2012-2013 | 19  | 1     |

Actualizado el 7 de mayo de 2015.

### Distinciones individuales
| Distinción                                                                | Año |
| ------------------------------------------------------------------------- | --- |
| Máximo goleador histórico de la Selección de Irlanda del Norte (36 goles) | -   |

## Vida personal
Healy se casó con Emma y tienen dos hijos, Taylor y Judas. En 2008 fue nombrado Miembro de la Orden del Imperio Británico (MBE).